# Обсерватория Санкт-Пёльтен
Народная обсерватория «Антарес» или Обсерватория Санкт-Пёльтен — любительская негосударственная общественная (общедоступная) астрономическая обсерватория, расположенная в торговой общине Михельбах, в Венском Лесу (Нижняя Австрия, Австрия). Обсерватория была занесена в список кодов Центра малых планет под номером 082 по наблюдениям проведенным осенью 1984 года. С 1996 года обсерваторию курирует местный астрономический клуб «Антарес». Обсерватория располагает двумя полноповоротным куполами диаметром 4.6 и 2 метра.

## Инструменты обсерватории
Телескопы:
- 16-дюймовый Гиперграф (D= 40 см, F=3.25 м)
- Рефрактор (D=8 см, F=0.4 м)
- ED APO рефрактор (D=12.7 см, F=1.14 м)
- Рефлектор на монтировке Добсона (D=12.7 см, F=1.14 м)
- Coronado PST — солнечный H-альфа телескоп
- Телескоп системы Максутова (D =15 см, F=0.9 м)
- MEADE LX200 16" (D=40 см, F=4 м, 2005 год) — установлен под куполом диаметром 2 метра
- 3-метровый радиотелескоп (запущен в строй 1 мая 2009 года)

ПЗС-камеры:
- Apogee AP6E
- Apogee AP47
- SBIG ST237A

## Направления исследований
- Радионаблюдения Солнца
- Радионаблюдения метеорных потоков